# Giovanni Cavino

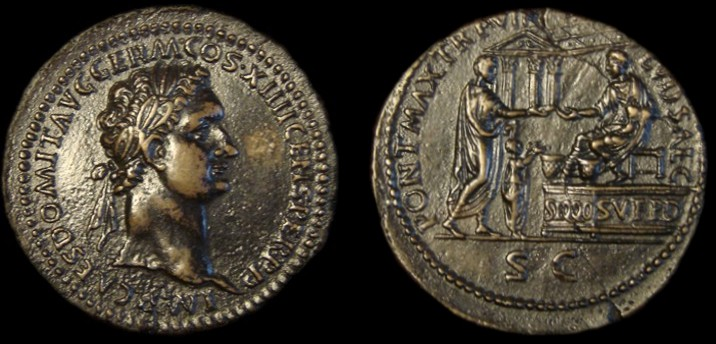
Faux sesterce de Domitien, gravé par Giovanni Cavino.

Giovanni Cavino, dit le Padouan, né à Padoue en mai 1500 et mort le 5 septembre 1570, est un médailleur italien.

## Biographie
Habile graveur, Giovanni Cavino s'exerça à contrefaire les médailles anciennes pour s'enrichir aux dépens des antiquaires. On ne connaît presque rien de sa vie.